# Wentworth Miller
Wentworth Earl Miller III (Chipping Norton, Oxfordshire, 2 juni 1972) is een Brits-Amerikaans acteur. Hij is vooral bekend van zijn rol als Michael Scofield in de Amerikaanse televisieserie Prison Break en als Captain Cold in de serie The Flash en DC's Legends of Tomorrow.

## Biografie

### Vroege jaren
Miller heeft een vader van Afro-Amerikaanse, Jamaicaanse, Engelse en Duitse afkomst. Zijn moeder is van Russische, Franse, Nederlandse, Syrische en Libanese afkomst. Zijn vader studeerde aan de universiteit van Oxford. Hij heeft twee zussen, Leigh en Gillian. Miller studeerde Engelse literatuur aan de Princeton-universiteit. Hier maakte hij deel uit van een groep a-capellazangers, genaamd The Princeton Tigertones.
Nadat hij zijn diploma had behaald, vertrok hij in 1995 naar Los Angeles, alwaar hij een carrière als acteur nastreefde.

### Carrière
Eind jaren 90 speelde hij zijn eerste rolletje, in een aflevering (Go Fish) van Buffy the Vampire Slayer uit 1998. Toch bleef zijn carrière in de eerste jaren beperkt tot het werken achter de schermen en het spelen van kleine gastrolletjes. Pas in 2002 kreeg hij voor het eerst een hoofdrol aangeboden, in de miniserie Dinotopia. Daarna had hij enkele (kleinere) rollen in andere televisieseries en films, waaronder Joan of Arcadia en Stealth.
Miller is vooral bekend van zijn rol in de televisieserie Prison Break waarin hij de rol vertolkt van Michael Scofield, de broer van Lincoln Burrows. Sinds 2005 is hij te zien in deze serie tot 2009 en in 2017 in een laatste seizoen. Zijn acteerprestaties in dit programma leverden hem een Golden Globe-nominatie op in 2005.
Hij heeft ook in twee videoclips gespeeld, It's Like That en We Belong Together, beide van Mariah Carey.

### Trivia
- In de eerste aflevering van Ghost Whisperer speelt Wentworth sergeant Paul Adams, die overleden is in juni 1972. Wentworth zelf is geboren in juni 1972.
- Op 24 februari 2011 werd bekendgemaakt dat Erik Van Looy de Amerikaanse versie van de film Loft zou gaan regisseren. De hoofdrollen worden vertolkt door o.a. Wentworth Miller, maar ook Karl Urban, Eric Stonestreet en James Marsden. Maar ook de Vlaamse acteur Matthias Schoenaerts, die ook in de Vlaamse versie een rol kreeg, krijgt een hoofdrol.
- Op 21 augustus 2013 maakt Miller, in reactie op het antihomobeleid in Rusland, bekend dat hij homoseksueel is.[1] Aanleiding was een uitnodiging van Rusland om eregast te zijn op het internationale filmfestival in Sint-Petersburg. Hij sloeg de uitnodiging af, "omdat hij als homoseksueel zich niet goed zou voelen op een feest in een land waar holebi's worden gediscrimineerd".[2]
- In 2020 kreeg Wentworth de diagnose autisme.[3]

## Filmografie
- 1998 - Buffy the Vampire Slayer: Go Fish - Gage Petronzi
- 1999 - Time of Your Life - Nelson (1999–2000)
- 2000 - Popular: Adam Rothschild-Ryan
- 2000 - ER: Homecoming - Mike Palmieri
- 2002 - Dinotopia - David Scott
- 2003 - The Human Stain - Jonge Coleman Silk
- 2003 - Underworld - Dr. Adam Lockwood
- 2005 - Joan of Arcadia - Ryan Hunter
- 2005 - Stealth - EDI (stem)
- 2005 - Ghost Whisperer: seizoen 1, aflevering 1 - Sgt. Paul Adams
- 2005 - Prison Break - Michael Scofield (2005–2017)
- 2009 - Prison Break: The Final Break - Michael Scofield
- 2009 - Family Guy - Jock #4, Popular Kid #2
- 2010 - Resident Evil: Afterlife - Chris Redfield (2010)
- 2011 - House - Charity Case - Benjamin Byrd
- 2013 - Young Justice - The Fix - Salde Wilson/Deathstroke
- 2014 - The Loft - Luke Seacord (2014)
- 2014 - The Flash - Leonard Snart/Captain Cold
- 2015 - Superhero Fight Club - Leonard Snart/Captain Cold
- 2016 - Legends of Tomorrow - Leonard Snart/Captain Cold
- 2019 - Madam Secretary -  Senator Mark Hanson
- 2009; 2019 - Law & Order: Special Victims Unit - Nate Kendall/Isaiah Holmes
- 2019 - Batwoman - Crisis on Infinite Earths Part Two - Leonard (Earth-74)

- Bibsys: 7039286
- Biblioteca Nacional de España: XX4616458
- Bibliothèque nationale de France: cb155212587 (data)
- Gemeinsame Normdatei: 137961383
- International Standard Name Identifier: 0000 0001 1622 0399
- Library of Congress Control Number: no2005104703
- MusicBrainz: 64323779-3e68-45d5-8d1b-371f23770cd8
- Nationale Bibliotheek van Tsjechië: xx0149657
- Nationale Bibliotheek van Polen: a0000002227750
- Système universitaire de documentation: 174424760
- Virtual International Authority File: 37224600
- WorldCat: E39PBJwht3GYmtpMyrf8WfYByd